# Dalarnas runinskrifter TUNUM1972;25
Dalarnas runinskrift TUNUM1972;25, eller D TUNUM1972;25 är ett runstensfragment som 1947 påträffades i Norr Hesse i Stora Tuna socken, Borlänge kommun. Objektet utgör det ena av endast två kända fall av runstensförekomster i Dalarna och är det enda av dem som finns i behåll på känd plats idag. Det finns på Dalarnas museum i Falun, där man för tillfället (sommaren 2009) dock inte har det utställt. Runstensfragmentet är av röd sandsten och det är ristat på båda sidor, varav den ena har runor.
Det har ifrågasatts huruvida runstensfragmentet ursprungligen kommer från Dalarna. En viktig anledning ska materialet vara; röd sandsten anses inte förekomma naturligt i Tunatrakten. I en artikel i Fornvännen år 1993 om en annan runinskrift, påpekas emellertid om den här aktuella, att det kan vara just själva stenmaterialet som importerats från annan plats.

## Translitterering
Runföljden på D TUNUM1972;25 får i translittererad form följande lydelse:

...(o)rum (¤) -...

Etablerade tolkningsförslag saknas.